# Доњи Јунузовићи
Доњи Јунузовићи су насељено мјесто у Босни и Херцеговини у општини Завидовићи које административно припада Федерацији Босне и Херцеговине. Према попису становништва из 1991. у насељу је живјело 1.063 становника.

## Становништво
| Националност       | 1991.          | 1981.        | 1971.        |
| Муслимани          | 1.055 (99,24%) | 651 (96,30%) | 532 (99,62%) |
| Срби               | 0              | 0            | 0            |
| Хрвати             | 0              | 0            | 0            |
| Југословени        | 4 (0,37%)      | 12 (1,77%)   | 1 (0,18%)    |
| остали и непознато | 4 (0,37%)      | 13 (1,92%)   | 1 (0,18%)    |
| Укупно             | 1.063          | 676          | 534          |